# Bastone da hockey su prato

Diverse pipe di bastoni da hockey su prato

Il bastone da hockey su prato è lo strumento usato nello sport dell'hockey su prato per colpire la palla.

## Caratteristiche
La forma del bastone e della pipa (la parte terminale, con la quale si colpisce la palla) è caratteristica ma non restrittiva: l'importante è che la forma e le dimensioni delle diverse parti rientrano in un range di parametri specificati nel regolamento.
I bastoni sono storicamente costituiti da legno, ma sono molto diffusi oggi anche i bastoni in composito (generalmente combinazioni di fibra di vetro e fibra di carbonio); può essere realizzata con qualsiasi materiale al di fuori di quelli metallici, a patto che non siano pericolosi.

## Hockey indoor

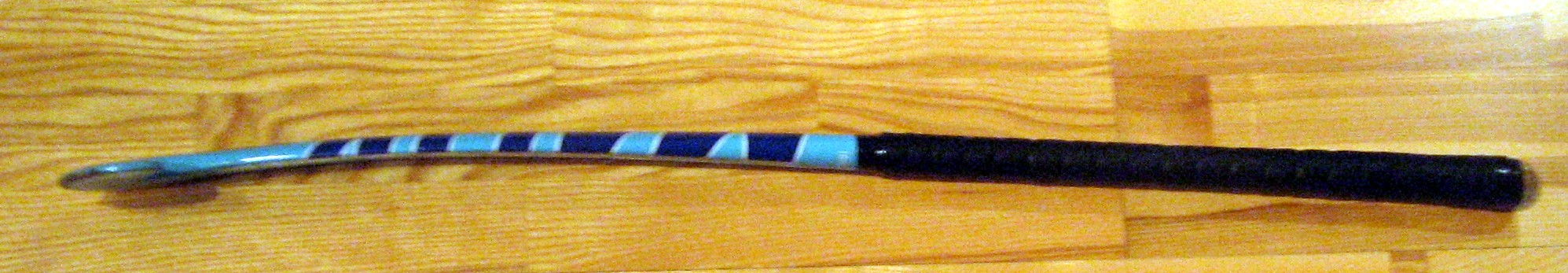
Bastone da indoor

Il bastone usato nella versione indoor ha le stesse caratteristiche di quello usato nella versione outdoor, ma è più leggero.

## Produttori di bastoni da hockey su prato
La maggior parte dei moderni bastoni da hockey sono prodotti in Asia (Pakistan, India, e China principalmente). Queste manifatture spesso producono bastoni per marchi diversi.
- Adidas
- AMI
- Atlas
- Arissa
- Brabo
- Brine
- Byte
- Cyclone
- Dita
- Dunlop Slazenger
- Edge
- Falanx
- Flash
- Grays
- Gryphon
- Harrow
- Indian Maharadja
- Ishan
- JDH
- Just Hockey
- Kookaburra
- Kappa Esse
- Lycan
- Lekker Hockey
- Malik
- Mantis
- Mazon
- Megatz
- Mercian
- Mercury
- Model
- Mohinder
- Monarch
- Nedstar
- No Fear
- OBO
- Osaka
- Piranha
- Princess
- Prodigy
- Rage
- Ritual
- STX
- Simian
- Stag
- Talon
- TK
- Tribaal
- Uber
- Vampire
- Voodoo
- Wasp
- WH
- Woodworm
- Zoppo